# Confrides
Confrides es un municipio de la Comunidad Valenciana, España. Situado en el interior de la provincia de Alicante, en la comarca de la Marina Baja. Cuenta con 261 habitantes (INE 2020), repartidos en dos núcleos de población: Confrides y Abdet.

## Geografía
Está situado junto a la zona septentrional de la Sierra de Aitana; cuya cumbre, perteneciente a su término municipal, es a su vez la cumbre de la provincia con 1558 m s.n.m.. El municipio de Confrides se eleva a 785 m s.n.m., lo que lo convierte en uno de los pueblos más altos de la provincia de Alicante. Está situado también en la parte superior del Valle de Guadalest, en la frontera entre la Marina y la montaña, lo cual hace que su término municipal, de 42.20 km², depare muchas posibilidades para los excursionistas.
Muchas de las rutas más frecuentadas por los visitantes son: la Mallada del Llop (1.360 m s.n.m.), la Penya Alta, el Paso de los Zorros, las Simas del Partegat, el Puerto de Confrides (960 m s.n.m.), el nacimiento del río Guadalest y las fuentes de L'Arbre, de Forata, Fuster y la de Maxelis.
Desde Alicante, se accede a esta localidad por la AP-7 o la N-332 tomando en Benidorm la CV-70.

### Clima
Tiene una media de precipitación estimada de entre 600-700 mm. y una temperatura media anual de 15 °C. Las nevadas suelen aparecer casi todos los años y las heladas son frecuentes todos los años. 

### Localidades limítrofes
Limita con los términos municipales de Alcolecha, Benasau, Beniardá, Benifato, Cuatretondeta, Facheca, Famorca, y Sella.

## Historia
Tiene su origen en un alquería musulmana denominada Aljofra; tras su conquista el año 1264, Jaime I de Aragón donó la villa a Vidal de Sarriá; aunque su población permaneció en manos de los Sarriá durante dos generaciones, pronto fue cedida al Infante D. Pedro; más tarde, las familias Cardona y Ariza señorearon la jurisdicción de la villa; durante la segunda mitad del siglo XIV y con motivo de la guerra con Castilla, Confrides fue conquistada por las tropas castellanas y mantenida en su poder hasta el 1364 qué la recuperó Pedro IV de Aragón; a comienzos del siglo XVI y como consecuencia de la guerra de las Germanies su población musulmana, que entonces podía elevarse hasta los 120-160 habitantes, fue obligada a convertirse al cristianismo. Los mudéjares de Confrides aceptaron de mal grado su conversión forzosa y el 1526 se rebelaron contra la decisión de la Junta del 1525. Pocos años antes de la expulsión de los moriscos (1609), Confrides contaba con unos 240 habitantes; éstos, mayoritariamente moriscos, opusieron una fuerte resistencia armada contra la expulsión y se refugiaron a las montañas del Valle de Alauar. Confrides fue austracista durante la guerra de Sucesión, dando apoyo al Archiduque Carlos contra al pretendiente borbónico.

## Geografía humana

### Demografía
Cuenta con una población de 296 habitantes (INE 2024).
| Gráfica de evolución demográfica de Confrides entre 1842 y 2021                                                       |
| |
| Población de derecho según los censos de población del INE. Población de hecho según los censos de población del INE. |

| Población | 744 | 780 | 776 | 788 | 860 | 774 | 601 | 499 | 368 | 284 | 325 | 286 | 276 | 315 | 283 | 243 | 232 | 208 | 207 | 221 | 187 | 271 |

### Economía
Su economía se basa en la agricultura, aunque su proximidad con los núcleos turísticos y al Castillo de Guadalest tan solo hayan hecho surgir un tímido núcleo del sector servicios, apoyado por el turismo rural.

## Administración y política
|                                               |           |                                 |       |         |            |            |
| Elecciones municipales del 26 de mayo de 2019 |           |                                 |       |         |            |            |
| Partido                                       | Partido   | Candidato                       | Votos | Votos   | Concejales | Concejales |
| Partido Popular                               |           | Rubén Picó Vaquer               | 102   | 65,38 % | 4          | 3          |
| Ciudadanos                                    | ICA-FEPAL | Vicente Manuel Guardiola Chorro | 37    | 23,72 % | 1          | 3          |
| Fuente: Europa Press.                         |           |                                 |       |         |            |            |

| Periodo   | Nombre                    | Partido   |
| --------- | ------------------------- | --------- |
| 1979-1983 | José Ferrándiz Santamaría | UCD       |
| 1983-1987 | José Solves Rosell        | PSPV-PSOE |
| 1987-1991 | Rafael Gomis Llorens      | IND       |
| 1991-1995 | Rafael Gomis Llorens      | IND       |
| 1995-1999 | José Ferrer Picó          | PP        |
| 1999-2003 | José Ferrer Picó          | PP        |
| 2003-2007 | José Ferrer Picó          | PP        |
| 2007-2011 | José Buades Llorca        | PP        |
| 2011-2015 | José Buades Llorca        | CDL       |
| 2015-2019 | José Buades Llorca        | Cs        |
| 2019-2023 | Rubén Picó Vaquer         | PP        |

## Monumentos y lugares de interés
- Iglesia Parroquial. Edificio de interés arquitectónico.
- Castillo de Confrides. Castillo árabe medieval de interés arquitectónico.

## Fiestas
- Fiestas Patronales. Se celebran el penúltimo domingo de agosto en honor de San José y de la Virgen de los Dolores. Por el día hay pasacalles, celebraciones religiosas, comidas populares en la plaza, actos culturales, cabalgata de disfraces, entradas de moros y cristianos, por las noches verbena.
- El fin de semana más próximo al día 13 de junio, en honor a San Antonio de Padua. Es la fiesta de los jóvenes. A este Santo se le pide novio/a.
- Las Chapas. Se celebran la noche del Jueves Santo de cada año.

## Gastronomía
Los platos típicos de Confrides son los típicos de la comarca: la olleta de trigo y maíz,la paella ,los mintxos y el conejo.

## Galería de imágenes
|                        |
| Plaza del Nogal (2006) |

|                                         |
| Vista General del Castillo de Confrides |

|                                                 |
| Vista del Castillo de Confrides desde Confrides |

|                                   |
| Vista general de Confrides (2001) |

|                                   |
| Vista general de Confrides (2016) |

|                                       |
| Campanario de la Iglesia de Confrides |